# Harry Arroyo
Harry Arroyo (* 25. Oktober 1957 in Youngstown, Ohio) ist ein ehemaliger US-amerikanischer Boxer im Leichtgewicht. Er wurde am 15. April 1984 Weltmeister der International Boxing Federation, als er Charlie Brown in einem auf 15 Runden angesetzten Kampf in der 14. Runde durch technischen K. o. bezwang.